# Guillermo Riveros
Guillermo Riveros Conejeros (10 de febrer de 1902 - 8 d'octubre de 1959) fou un futbolista xilè.

## Selecció de Xile
Va formar part de l'equip xilè a la Copa del Món de 1930.